# 1411-es busz
Az 1411-es jelzésű autóbuszvonal Ózd, Miskolc és Debrecen között (az M3-as autópályán át) húzódó országos vonal, amelyet a Volánbusz Zrt. üzemeltet.

## Útvonala
Az ózdi autóbusz-állomásról indul. A 25-ös főúton hagyja el Borsod-Abaúj-Zemplén megye 2. legnagyobb települését Sajópüspöki felé. Először egykor az önálló falut, Centert határolja, majd a sajónémeti elágazástól északnyugati irányban halad. A község után a szomszédos Bánréve jön, egy szakaszon a szlovák határ mentén robog míg nem a 26-os főútra kanyarodik. Első városába, Putnokra ér, később Dubicsányra, a Sajó másik partján Vadnát szolgálja ki. Kis időn belül Sajóivánkának állomási része (Sajókaza megállóhely) és a járásközpont Kazincbarcika következik, a városba hajt fel, de csak 2 megállóban nyújt eljutást Debrecenbe közvetlenül. A település másik nagyobbik csatlakozási pontja, a Szent Flórián tér után továbbmegy a BorsodChem határában és Sajószentpétert keresztezi, két szál forgalmasabb megállója után a 26-os 2x2 sávos szakaszán éri el a megyeszékhelyet, Miskolcot. A megyei kórház felől közelíti meg az autóbusz állomását, a Búza téret, ahol 15 percet várakozik. A 3-as főúton folytatja útvonalát, de a Miskolctapolcai elágazás után már csak Hajdú-Bihar megyében, Debrecenben áll meg, az M30-as és az M3-as autópályán tartózkodik több, mint 100 kilométert. Az Agrártudományi Egyetem után végállomására, az autóbusz-állomásra ér.
Ellentétes irányban nincs indítása, helyette az 1410-es busszal biztosított (a hetek utolsó tanítási napjain és munkaszüneti napokon) a két nagyváros közötti kapcsolat.

## Közlekedése
Munkaszüneti napokon közlekedik egy járat, az ugyanekkor, Debrecenből közlekedő 1410-es járatot visszirányban teljesítve.
| Viszonylat                           | Indításszám | Közlekedési rend     |
| ------------------------------------ | ----------- | -------------------- |
| Ózd, aut. áll. ➝ Debrecen, aut. áll. | 1 oda       | munkaszüneti napokon |

## Megállóhelyei
| 0  | Ózd, autóbusz-állomás végállomás                    | 0.0 km   | 1, 2, 2A, 3, 4, 6, 7, 8, 12, 20A, 21, 23, 26, 46, 47, 68, 74, 76, 78 1031, 1034, 1051, 1369, 1384 3410, 3770, 3773, 4101, 4102, 4104, 4140, 4145, 4147, 4148, 4150, 4151, 4153, 4155, 4157, 4158, 4160, 4161, 4180, 4185, 4186 |
| 1  | Ózd, vasútállomás                                   | 1.2 km   | 4, 7, 8, 12, 46, 47, 68, 74, 76, 78 1369, 1384, 1410 3770, 3773, 4104, 4140, 4145 személyvonat – Ózd [92.] |
| 2  | Ózd alsó vasútállomás                               | 3.6 km   | 4, 46, 47, 74 1369, 1384, 1410 3770, 3773, 4104, 4140, 4145 személyvonat – Ózd alsó [92.] |
| 3  | Ózd, Center vasútállomás bejárati út                | 6.5 km   | 1369, 1384, 1410 3770, 3773, 4104, 4140, 4145 |
| 4  | Ózd, faiskola                                       | 7.1 km   | 1369, 1384, 1410 3770, 3773, 4104, 4140, 4145 |
| 5  | Ózd, centeri elágazás                               | 7.9 km   | 1369, 1384, 1410 3770, 3773, 4104, 4140, 4145 |
| 6  | Sajónémeti elágazás                                 | 9.0 km   | 1369, 1384, 1410 3770, 3773, 4104, 4140, 4145 |
| 7  | Sajópüspöki, élelmiszerbolt                         | 10.4 km  | 1034, 1369, 1384, 1410 3770, 3773, 4104, 4140, 4145 |
| 8  | Bánréve, autóbusz-váróterem                         | 12.6 km  | 1034, 1369, 1384, 1410 3770, 3773, 4104, 4140, 4145 |
| 9  | Bánréve, vasúti átjáró                              | 13.2 km  | 1369, 1384, 1410 3770, 3773, 4104, 4140, 4145 személyvonat – Bánréve [92.] |
| 10 | Bánréve, újtelep                                    | 14.1 km  | 1369, 1384, 1410 3770, 3773, 4104, 4140, 4145 |
| 11 | Héti elágazás                                       | 15.3 km  | 1034, 1369, 1384, 1410 3770, 3773, 4063, 4104, 4140, 4145, 4188 |
| 12 | Putnok, Egyetértés Tsz                              | 17.9 km  | 1369, 1384, 1410 3770, 3773, 4063, 4104, 4140, 4145, 4188 |
| 13 | Putnok, szociális otthon                            | 18.5 km  | 1369, 1384, 1410 3770, 3773, 4063, 4104, 4140, 4145, 4188 |
| 14 | Putnok, Fő tér                                      | 19.3 km  | 1369, 1384, 1410 3770, 3773, 4063, 4065, 4104, 4140, 4145, 4147, 4148, 4151, 4188, 4194, 4195 |
| 15 | Putnok, Kossuth utca 62.                            | 20.2 km  | 1369, 1384, 1410 3770, 3773, 4057, 4062, 4063, 4065, 4147, 4188, 4194 |
| 16 | Dubicsány, panzió                                   | 24.0 km  | 1369, 1384, 1410 3770, 3773, 4057, 4062, 4063, 4065, 4194 |
| 17 | Sajógalgóci elágazás                                | 26.6 km  | 1369, 1384, 1410 3770, 3773, 4057, 4062, 4063, 4065, 4066, 4067, 4194 |
| 18 | Vadna, községháza                                   | 29.3 km  | 1054, 1369, 1384, 1410 3408, 3770, 3773, 4057, 4058, 4059, 4060, 4061, 4062, 4063, 4065, 4066, 4067, 4153, 4194 |
| 19 | Sajókaza vasútállomás bejárati út                   | 31.2 km  | 1054, 1369, 1384, 1410 3408, 3770, 3773, 4057, 4058, 4059, 4060, 4061, 4062, 4063, 4065, 4066, 4067, 4069, 4153, 4194 személyvonat – Sajókaza [92.] |
| 20 | Kazincbarcika, városháza                            | 35.1 km  | 3 1369, 1384, 1410 3756, 3763, 3764, 3765, 3770, 3772, 3773, 4040, 4041, 4044, 4047, 4048, 4050, 4052, 4059, 4060, 4063, 4065, 4067, 4069, 4070, 4075, 4080, 4082, 4083, 4084 |
| 21 | Kazincbarcika, Szent Flórián tér autóbusz-váróterem | 37.2 km  | 1054, 1369, 1384, 1410 3756, 3763, 3764, 3765, 3766, 3767, 3769, 3770, 3772, 3773, 4040, 4041, 4043, 4044, 4045, 4046, 4047, 4048, 4050, 4052, 4059, 4060, 4063, 4065, 4066, 4067, 4069, 4070, 4075, 4079, 4080, 4081, 4082, 4083, 4084, 4194 |
| 22 | Berente, PVC gyár bejárati út                       | 40.0 km  | 1369, 1384, 1410 3756, 3763, 3764, 3765, 3766, 3767, 3769, 3770, 3773, 4045, 4046, 4047, 4048, 4050, 4052, 4058, 4061, 4062, 4063, 4067, 4070, 4075, 4081, 4082 |
| 23 | Sajószentpéter, parasznyai elágazás                 | 43.0 km  | 1369, 1384, 1410 3754, 3756, 3761, 3763, 3764, 3765, 3766, 3767, 3769, 3770, 3773, 4049, 4050, 4051, 4098 |
| 24 | Sajószentpéter, edelényi elágazás                   | 44.3 km  | 1369, 1384, 1410 3754, 3761, 3763, 3764, 3765, 3766, 3767, 3769, 3770, 3773, 4098 |
| 25 | Miskolc, Stromfeld laktanya                         | 54.4 km  | 1369, 1384, 1410 3700, 3701, 3702, 3703, 3704, 3705, 3707, 3708, 3709, 3711, 3714, 3754, 3757, 3760, 3761, 3763, 3764, 3765, 3766, 3767, 3769, 3770, 3772, 3773, 3774, 3775, 3776, 3777 |
| 26 | Miskolc, repülőtér bejárati út                      | 55.4 km  | 3, 3A, 8, 12, 12G, 14, 14G, 20, 24, 36, 54, 240, 914 1369, 1384, 1410 3700, 3701, 3702, 3703, 3704, 3705, 3707, 3708, 3709, 3711, 3714, 3754, 3757, 3760, 3761, 3763, 3764, 3765, 3766, 3767, 3769, 3770, 3772, 3773, 3774, 3775, 3776, 3777 |
| 27 | Miskolc, megyei kórház                              | 56.3 km  | 3, 3A, 12, 12G, 14, 14G, 20, 24, 36, 54, 914 1369, 1384, 1410 3700, 3701, 3702, 3703, 3704, 3705, 3707, 3708, 3709, 3711, 3714, 3754, 3757, 3760, 3761, 3763, 3764, 3765, 3766, 3767, 3769, 3770, 3772, 3773, 3774, 3775, 3776, 3777 |
| 28 | Miskolc, autóbusz-állomás                           | 58.3 km  | 1, 1G, 3, 3A, 4, 7, 11, 12G, 20, 20A, 24, 28, 32, 34G, 35, 43, 44, 45, 101B, 900, 914, 935 1050, 1053, 1369, 1370, 1372, 1373, 1374, 1375, 1376, 1377, 1380, 1381, 1383, 1384, 1410 3700, 3701, 3702, 3703, 3704, 3705, 3706, 3707, 3708, 3709, 3710, 3711, 3712, 3714, 3715, 3716, 3717, 3718, 3719, 3720, 3721, 3722, 3723, 3724, 3726, 3727, 3728, 3729, 3730, 3731, 3733, 3734, 3735, 3736, 3737, 3738, 3739, 3740, 3741, 3742, 3743, 3744, 3745, 3746, 3747, 3748, 3749, 3750, 3751, 3752, 3753, 3754, 3755, 3757, 3760, 3761, 3764, 3765, 3766, 3767, 3770, 3772, 3773, 3774, 3775, 3776, 3777, 4019 |
| 29 | Miskolctapolcai elágazás                            | 61.4 km  | 4, 12, 14, 20, 20A, 24, 30, 32, 34, 36, 43, 44, 45, 900, 914, 935 1050, 1369, 1370, 1372, 1374, 1375, 1376, 1377, 1380, 1381, 1410 3738, 3739, 3740, 3741, 3742, 3743, 3744, 3745, 3746, 3747, 3748, 3749, 3750, 3751, 3752, 4019 |
| 30 | Debrecen, Agrártudományi Centrum                    | 170.5 km | 15, 15G, 15H, 15Y, 15YH, 22, 22Y, 24, 24Y, 34, 34A, 35, 35A, 35Y, 35YA, 36, 36A, 52E, 61, 93, 94 1372, 1373, 1374, 1410 4459, 4460, 4461, 4463, 4464, 4466 |
| 31 | Debrecen, autóbusz-állomás végállomás               | 173.6 km | 10, 10Y, 19, 19H, 20E, 25, 25Y, 34, 35, 35E, 35Y, 36, 41, 41Y, 42, 45, 46, 46E, 46EY, 46H, 60, 60H, 93, 94, 125, 125Y, 146 3, 4, 5, 5A 1301, 1343, 1344, 1372, 1373, 1374, 1410, 1432, 1440, 1441, 1443, 1446, 1447, 1449, 1450 4425, 4304, 4323, 4324, 4400, 4401, 4402, 4403, 4405, 4406, 4407, 4408, 4410, 4412, 4413, 4414, 4415, 4416, 4420, 4421, 4422, 4423, 4430, 4431, 4432, 4434, 4438, 4440, 4445, 4446, 4450, 4451, 4452, 4459, 4460, 4461, 4463, 4464, 4466, 4512 |